# Charles James Hargreave
Charles James Hargreave (1820 — 1866) foi um matemático e juiz inglês.